# Vanport City

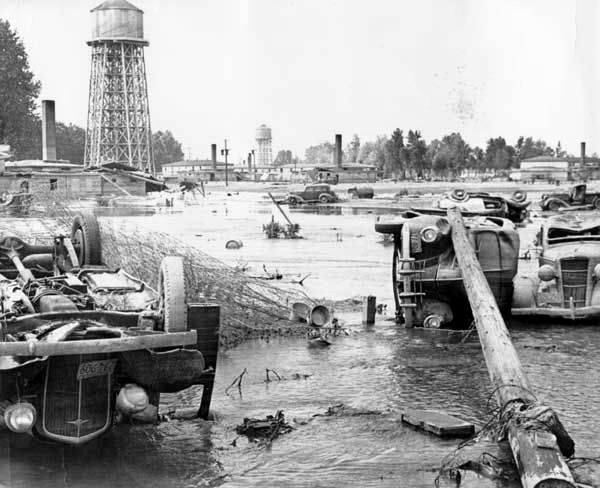
Voiture retournées en 1948.

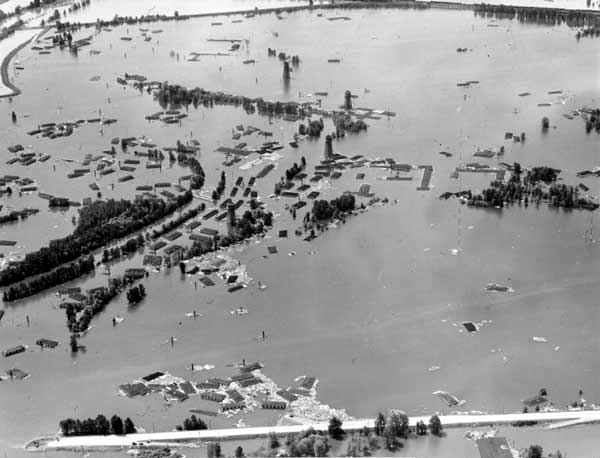
Vanport City sous les eaux en 1948.

Vanport City ou Vanport était une ville du comté de Multnomah en Oregon, États-Unis, entre la ville actuelle de Portland et de le fleuve Columbia. Il est actuellement le site du Delta Park et de la Portland International Raceway.
Construite en 1943 pour loger les ouvriers du chantier naval Kaiser à Portland et Vancouver pendant la Seconde Guerre mondiale,  Vanport City abritait plus de 40 000 personnes, faisant de cette ville la deuxième plus grande dans l'Oregon à l'époque. Après la guerre, Vanport City a perdu plus de la moitié de sa population, pour descendre à 18 500 malgré un afflux de vétérans de guerre.
Vanport a été détruite de façon spectaculaire le 30 mai 1948, quand une digue retenant le fleuve Columbia céda. L'inondation tua quinze personnes et causa d'importants dégâts.